# Asian Le Mans Series
La Asian Le Mans Series (ALMS) es un campeonato de sport prototipos y gran turismos celebrado en Asia desde el año 2009. Es el resultado de numerosos intentos del empresario estadounidense Don Panoz y del Automobile Club de l'Quest (ACO), organizador de las 24 Horas de Le Mans, de instaurar un certamen asiático de esa especialidad, a semejanza del antiguo American Le Mans Series y de European Le Mans Series.

## Historia

### Antecedentes
Dado el alto nivel de participación de fabricantes y preparadores japoneses en las 24 horas de Le Mans en la década de 1990, el ACO y la Federación Japonesa del Automóvil organizaron en noviembre de 1999 los 1000 km Le Mans de Fuji en el circuito japonés de Fuji, con las clases de automóviles del ACO y el Campeonato Japonés de Gran Turismos combinadas. Los ganadores de cada clase fueron invitados a las 24 horas de Le Mans; esta política fue repetida en otras ocasiones.
En el circuito callejero de Adelaida (Australia), la American Le Mans Series disputó el 31 de diciembre de 2000 su última fecha de la temporada bajo el título Carrera de los Mil Años. La categoría ya había visitado ese año dos circuitos europeos. Debido al fracaso de la efímera European Le Mans Series que se disputó en 2001, la carrera inaugural de la Asian-Pacific Le Mans Series que se planeaba disputar en Sepang (Malasia) a fines de 2001 se canceló, y el proyecto fue congelado.

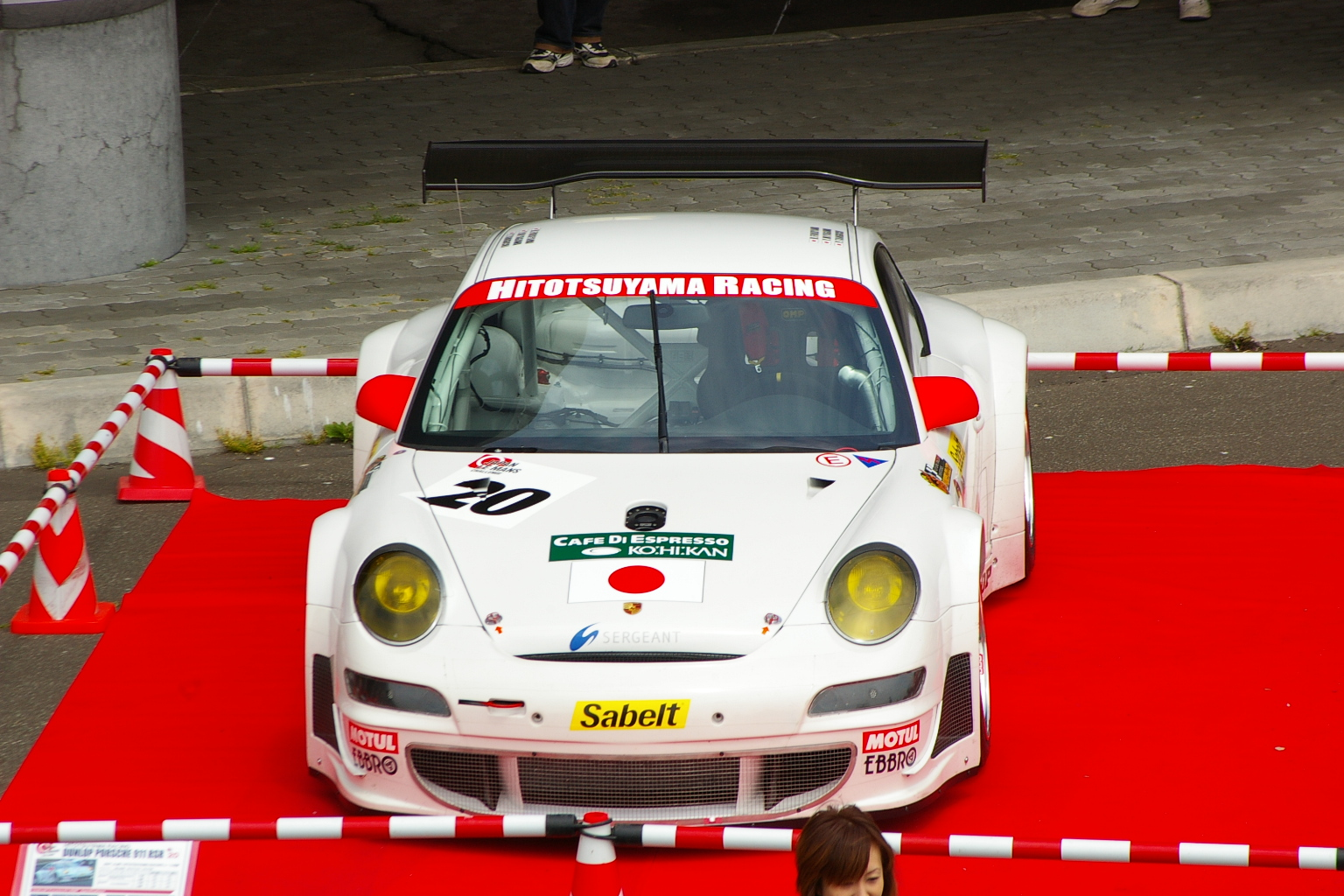
Porsche 911 del Japan Le Mans Challenge.

En 2006, la organización Sports Car Endurance Race Operation inauguró el Japan Le Mans Challenge, un campeonato que usaba el mismo reglamento del ACO pero que permitía automóviles no homologados y además estaba restringido a equipos y circuitos japoneses, a semejanza del Campeonato Japonés de Sport Prototipos de dos décadas atrás. La escasez de participantes y público llevaron a su desaparición al concluir la temporada 2007.

### Primera etapa
El ACO retomó en 2008 el plan de formar un campeonato asiático de sport prototipos y gran turismos. Sin embargo, la carrera de exhibición que se disputaría en noviembre de ese año en Shanghái (China) se canceló. La temporada 2009 de la Asian Le Mans Series iba a consistir en dos fechas de dos carreras de 500 km cada una, a celebrarse en Okayama (Japón) y Shanghái en dos semanas consecutivas de noviembre. La fecha china también fue suspendida, en tanto que los 1000 km de Okayama se disputaron coincidiendo con una fecha del Campeonato Mundial de Turismos.
La Copa Intercontinental Le Mans tuvo en las temporadas 2010 y 2011 una única carrera asiática en Zhuhai, China (llamada 1000 km de Zhuhai y 6 horas de Zhuhai respectivamente), y la Asian Le Mans Series no se disputó oficialmente.

### Etapa actual
En 2013, el ACO retomó la serie, cuya temporada consistía de cuatro fechas de tres horas cada una. Las primeras temporadas transcurrieron con un reducido número de participantes en las distintas clases (LMP2 y GT3, entre otras). Las 3 Horas de Inje 2013, la carrera inaugural, tuvo solo ocho inscritos. En 2016, establecieron una colaboración con la GT Asia Series y Michelin, para fomentar la clase GT3.
Con los años, se disputaron clases como la CN o la LMP3, y trofeos como la LMP2 Am. A 2025, el campeonato cuenta con tres clases: LMP2, LMP3 y GT, y se disputan seis carreras de cuatro horas en tres circuitos diferentes.
Los campeones de cada clase reciben automáticamente la invitación para correr las 24 Horas de Le Mans.

## Campeones
| Temporada | Clase                                            | Clase                                            | Clase                                                                  | Clase                                     | Clase                                       | Clase                             |
| --------- | ------------------------------------------------ | ------------------------------------------------ | ---------------------------------------------------------------------- | ----------------------------------------- | ------------------------------------------- | --------------------------------- |
| 2009      | LMP1                                             | LMP2                                             | GT1                                                                    | GT2                                       |                                             |                                   |
| 2009      | Christophe Tinseau Shinji Nakano                 | Jacques Nicolet Matthieu Lahaye Richard Hein     | Atsushi Yogo Hiroyuki Iiri                                             | Dominik Farnbacher Allan Simonsen         |                                             |                                   |
| 2013      | LMP2                                             | GTE                                              | GTC                                                                    |                                           |                                             |                                   |
| 2013      | David Cheng                                      | Naoki Yokomizo Akira Iida Shogo Mitsuyama        | Andrea Bertolini Michele Rugolo Steve Wyatt                            |                                           |                                             |                                   |
| 2014      | LMP2                                             | CN                                               | GT                                                                     |                                           |                                             |                                   |
| 2014      | David Cheng Ho-Pin Tung                          | Kevin Tse                                        | Jun San Chen Tatsuya Tanigawa                                          |                                           |                                             |                                   |
| 2015-16   | LMP2                                             | LMP3                                             | CN                                                                     | GT                                        | GT Am                                       |                                   |
| 2015-16   | Nicolas Leutwiler                                | David Cheng Ho-Pin Tung                          | Denis Lian Giorgio Maggi                                               | Weng Sun Mok Rob Bell Keita Sawa          | Paul Ip                                     |                                   |
| 2016-17   | LMP2                                             | LMP3                                             | CN                                                                     | GT                                        | GT Cup                                      |                                   |
| 2016-17   | Andrea Roda                                      | Nigel Moore Phil Hanson                          | Kenji Abe Akihiro Asai Qin Tianqi Tira Sosothikul Medhapan Sundaradeja | Michele Rugolo                            | Takuma Aoki Shinyo Sano                     |                                   |
| 2017-18   | LMP2                                             | LMP3                                             | GT                                                                     | GT Am                                     | GT Cup                                      |                                   |
| 2017-18   | Harrison Newey Stéphane Richelmi Thomas Laurent  | Guy Cosmo Patrick Byrne                          | Jesse Krohn Jun-San Chen                                               | Max Wiser Weian Chen                      | Will Bamber Graeme Dowsett                  |                                   |
| 2018-19   | LMP2                                             | LMP2 Am                                          | LMP3                                                                   | GT                                        | GT Am                                       | GT Cup                            |
| 2018-19   | Paul di Resta Phil Hanson                        | Kang Ling Darren Burke Miro Konopka              | Jakub Smiechowski Martin Hippe                                         | James Calado Kei Cozzolino Takeshi Kimura | Max Wiser                                   | Philippe Descombes Benny Simonsen |
| 2019-20   | LMP2                                             | LMP2 Am                                          | LMP3                                                                   | GT                                        | GT Am                                       |                                   |
| 2019-20   | James French Roman Rúsinov Léonard Hoogenboom    | Cody Ware                                        | Colin Noble Tony Wells                                                 | Marcos Gomes                              | Li Lin Zhiwei Lu                            |                                   |
| 2021      | LMP2                                             | LMP2 Am                                          | LMP3                                                                   | GT                                        | GT Am                                       |                                   |
| 2021      | René Binder Ferdinand Habsburg Ye Yifei          | Andreas Laskaratos Dwight Merriman Kyle Tilley   | Wayne Boyd Manuel Maldonado Rory Penttinen                             | Ralf Bohn Alfred Renauer Robert Renauer   | Christian Hook Patrick Kujala Manuel Lauck  |                                   |
| 2022      | LMP2                                             | LMP2 Am                                          | LMP3                                                                   | GT                                        | GT Am                                       |                                   |
| 2022      | Matt Bell Ben Hanley Rodrigo Sales               | David Droux Sébastien Page Eric Trouillet        | Christophe Cresp Antoine Doquin Steven Palette                         | Ben Barnicoat Brendan Iribe Ollie Millroy | Mikaël Grenier Ian Loggie Valentin Pierburg |                                   |
| 2023      | LMP2                                             | LMP3                                             | GT                                                                     |                                           |                                             |                                   |
| 2023      | Charlie Eastwood Ayhancan Güven Salih Yoluç      | François Heriau Xavier Lloveras Fabrice Rossello | Nicky Catsburg Chandler Hull Thomas Merrill                            |                                           |                                             |                                   |
| 2023-24   | LMP2                                             | LMP3                                             | GT                                                                     |                                           |                                             |                                   |
| 2023-24   | George Kurtz Malthe Jakobsen Colin Braun         | Alexander Bukhantsov James Winslow               | Alex Malykhin Joel Sturm Klaus Bachler                                 |                                           |                                             |                                   |
| 2024-25   | LMP2                                             | LMP3                                             | GT                                                                     |                                           |                                             |                                   |
| 2024-25   | Malthe Jakobsen Michael Jensen Valerio Rinicella | Jens Reno Møller Theodor Jensen                  | Antares Au Joel Sturm Klaus Bachler                                    |                                           |                                             |                                   |